# Autophila praeligaminosa
Autophila praeligaminosa är en fjärilsart som beskrevs av Otto Staudinger 1888. Autophila praeligaminosa ingår i släktet Autophila och familjen nattflyn. Inga underarter finns listade i Catalogue of Life.